# Янушова
Янушова (пол. Januszowa) — село в Польщі, у гміні Хелмець Новосондецького повіту Малопольського воєводства.
Населення — 584 особи (2011).

## Демографія
Демографічна структура станом на 31 березня 2011 року:
|          | Загалом | Допрацездатний вік | Працездатний вік | Постпрацездатний вік |
| -------- | ------- | ------------------ | ---------------- | -------------------- |
| Чоловіки | 296     | 81                 | 188              | 27                   |
| Жінки    | 288     | 74                 | 169              | 45                   |
| Разом    | 584     | 155                | 357              | 72                   |